# Scooby Doo na tropie Mumii
Scooby Doo na tropie Mumii (ang. Scooby-Doo in Where’s My Mummy?) – 14 film animowany i 9 animowany pełnometrażowy z serii Scooby Doo z 2005 roku.
Film emitowany w Boomerangu i Cartoon Network. Premiera w Kinie Boomeranga – 28 listopada 2009; premiera w Świątecznym Kinie Cartoon Network – 19 grudnia 2009.

## Fabuła
Scooby i kumple przyjeżdżają do Egiptu, żeby odwiedzić Velmę, która od pół roku pracuje przy wykopaliskach. Niespodzianka udaje się znakomicie. Niestety, dość szybko pojawiają się kłopoty. Wskutek klątwy mumii Kleopatry książę Omar, Velma, reporter Rock Rivers i pomocnicy dr Amelii von Butch po kolei zostają zamienieni w kamienne posągi.

## Obsada
- Frank Welker –
  - Scooby-Doo,
  - Fred Jones
- Casey Kasem – Kudłaty Rogers
- Grey DeLisle –
  - Daphne Blake,
  - Natasha
- Mindy Cohn – Velma Dinkley
- Christine Baranski – Amelia von Butch
- Ajay Naidu – Książę Omar
- Oded Fehr – Amahl Ali Akbar
- Virginia Madsen – Kleopatra
- Jeremy Piven – Rock Rivers
- Ron Perlman – Armin Granger/Hotep
- Wynton Marsalis – Campbell

## Wersja polska
Wersja polska: Master Film na zlecenie Warner Bros.

Reżyseria: Elżbieta Jeżewska

Dialogi: Kamila Klimas-Przybysz

Dźwięk: Elżbieta Mikuś

Montaż: Jan Graboś

Kierownictwo produkcji: Ewa Chmielewska

Wystąpili:
- Jacek Bończyk – Kudłaty
- Ryszard Olesiński – Scooby
- Beata Jankowska-Tzimas – Daphne
- Agata Gawrońska-Bauman – Velma
- Jacek Kopczyński – Fred
- Brygida Turowska – Amelia von Butch
- Marcin Przybylski – Rock Rivers
- Leszek Zduń – Książę Omar
- Adam Bauman – Amahl Ali Akbar
- Joanna Jeżewska – Kleopatra
- Włodzimierz Press – Armin Granger/Hotep
- Monika Pikuła – Natasha
- Krzysztof Radkowski – Campbell